# Зондський шельф

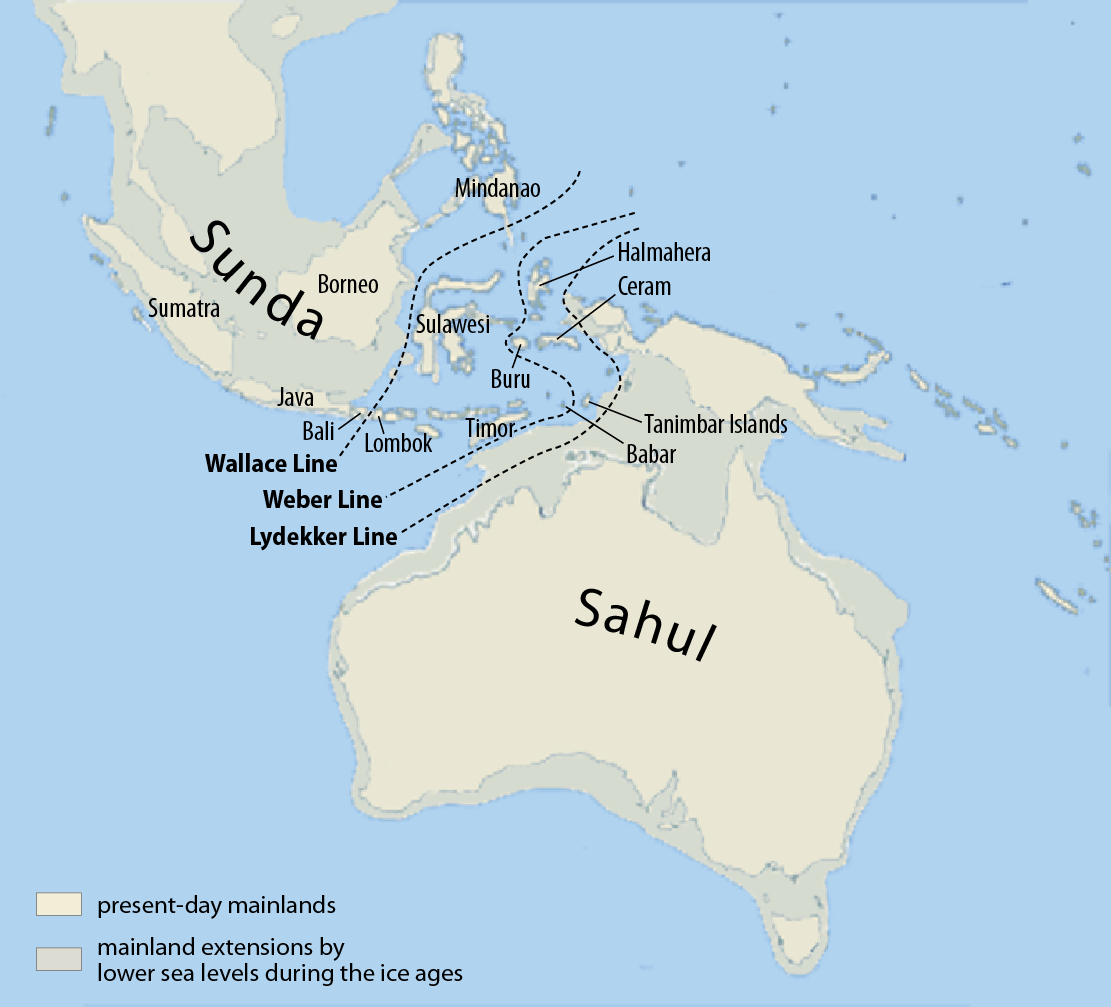

Зо́ндський шельф (англ. Sunda Shelf) — геологічно є продовженням континентального шельфу, в Південно-Східній Азії. Під час інтергляціалів затоплюється Південнокитайським морем, яке ізолює від материка острови Борнео, Суматра, Ява і низку дрібних островів.

## Загальні відомості
Під час льодовикового періоду, рівень моря падає, і великі терени на Зондському шельфі перетворюються на болотисту рівнину. У морях і затоках, які покривають Зондський шельф глибина становить менше ніж 100 м.
Крутий підводний схил відокремлює Зондський шельф від Філіппін, Сулавесі і Малих Зондських островів. Межа, що проходить між островами Балі та Ломбок, утворює різку зміну фауни, і відома як лінія Воллеса.

## Затоплені річкові системи

Мапа ймовірної берегові лінії у Південно-Східній Азії та нині затоплені річкові системи, при рівні моря -120 м порівняно із сучасним. Цей рівень був досягнутий під час останнього льодовикового максимуму

Палеорічкові системи Зондського шельфу — величезна затоплена річкова система, яка є подовженням сучасних річкових систем. Під час останнього льодовикового максимуму чотири окремі водозбірні системи утворювали річки Малакки, Сіаму та Сундаленду.
- Сіамська річкова система складалася з північного та західного русла. Північне русло є продовженням річки Чаопхрая та дренувала суходіл сьогоденної Сіамської затоки. Західне русло, було утворено з річок центральної Суматри, протікала через Сінгапурську протоку перед тим, як з'єднатися з північним річищем, і далі скидала води в Південнокитайське море.
- Річкова система Малаккської протоки була утворена злиттям річок північно-східної Суматри та заходу півострова Малакка, впадаючи в Андаманське море.
- Північнозондська річкова система, або річкова система Моленграфа[en], була названа на честь голландського біолога та геолога, який мандрував регіоном наприкінці XIX століття і вперше запропонував існування цієї річкової системи на основі його досліджень Борнео[5]. Річка, що виникала між островами Белітунг та Борнео, протікала в північно-східному напрямку, де вона збирала води з деяких річок Центральної Суматри та річок Західного та Північного Борнео, перш ніж впадала в Південнокитайське море між островами Північна Натуна та Південна Натуна[en].[6][7]
- Східнозондська річкова система дренувала північну Яву та південне Борнео, впадаючи в східному напрямку між Борнео та Явою в Яванське море[8].